# Гирко, Евгений Иванович
Евгений Иванович Гирко (5 февраля 1936, Воздвиженка — 30 июля 2011) — советский тяжелоатлет и тренер.

## Биография
Евгений Гирко родился 5 февраля 1936 года в селе Воздвиженка Альшеевского района Башкирской АССР (сейчас Башкирии).
Занимался тяжёлой атлетикой в ДСО «Урожай» и ШВСМ, где тренировался под началом Бориса Мосиевича.
В 1960—1970 годах выступал в соревнованиях за уфимский «Урожай». Трижды выигрывал медали чемпионата СССР в весовой категории до 67,5 кг: серебряные в 1967 году (400 кг в сумме троеборья) и в 1968 году (410 кг), бронзовую в 1962 году в командном чемпионате страны. В 1967 году стал бронзовым призёром летней Спартакиады народов СССР. Семь раз выигрывал чемпионат РСФСР (1960, 1962—1963, 1966—1969).
В 1961 году стал рекордсменом мира в жиме в весовой категории до 67,5 кг.
В 1962—1970 годах входил в состав сборной СССР.
Мастер спорта СССР (1960).
Впоследствии работал тренером.
Умер 30 июля 2011 года.